# Verre borosilicate
 (décembre 2013).
Si vous disposez d'ouvrages ou d'articles de référence ou si vous connaissez des sites web de qualité traitant du thème abordé ici, merci de compléter l'article en donnant les références utiles à sa vérifiabilité et en les liant à la section « Notes et références ».

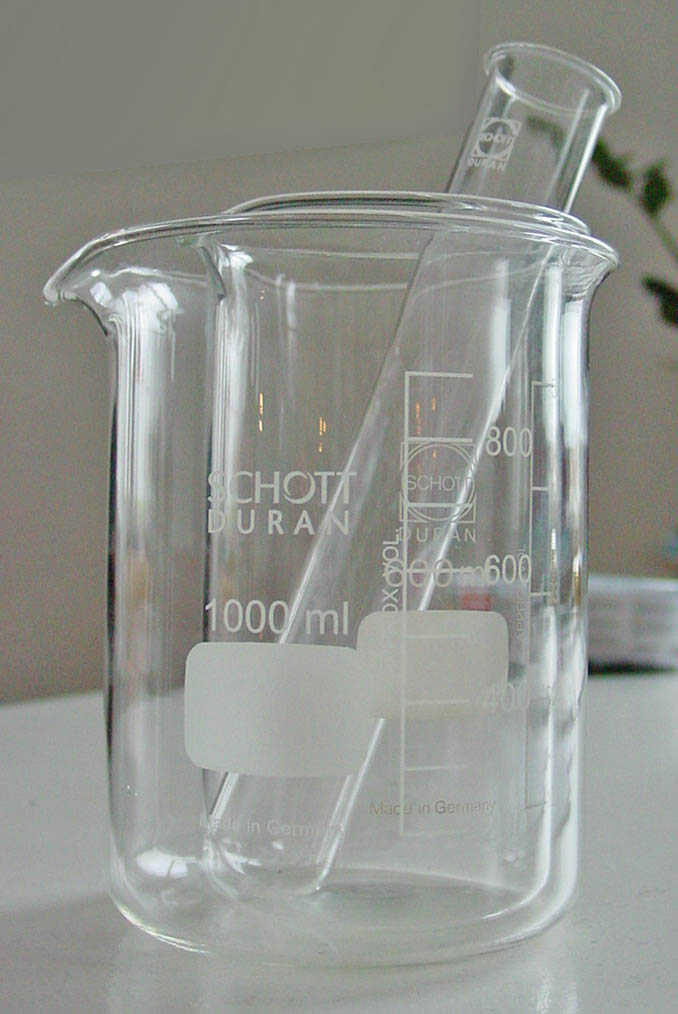
Matériel de laboratoire en verre borosilicate.

Le verre borosilicate, verre borosilicaté ou verre à base de borosilicate (en anglais, borosilicate glass ou BSG), est une spécialité de verres supportant d'assez hautes et basses températures. Ce type de verre présente une température de travail intermédiaire entre les verres traditionnels sodocalciques et les verres cristal à base de plomb. Ces verres ont un faible coefficient de dilatation thermique et sont moins sensibles aux chocs thermiques. Ils présentent en outre une bonne résistance chimique.

## Avantages
Ses qualités peuvent se résumer par les trois points suivants :
- Verre neutre à haute résistance hydrolytique.
- Verre dur à point de ramollissement élevé.
- Verre peu dilatable résistant bien au choc thermique.

## Composition
- 70 % à 80 % silice (SiO2)
- 7 % à 13 % trioxyde de bore (B2O3).
- 4 % à 8 % oxydes alcalins (Na2O; K2O)
- 2 % à 7 % alumine (Al2O3)
- 0 % à 5 % autres oxydes alcalins (CaO, MgO...)

Le verre « borosilicate » tire son nom des deux composés les plus abondants, la silice et les borates. Le terme de verre « boro sodocalcique » existe également.

## Propriétés thermiques
Ce verre résiste bien aux chocs thermiques, même en forte épaisseur. Il peut être utilisé jusqu'à des températures de −80 °C à de l'ordre de 1 500 °C.
Il est recommandé toutefois lorsque l'on atteint ces températures de surveiller soigneusement le refroidissement qui doit se faire lentement et progressivement, surtout si l'objet est épais.

## Propriétés physiques
Ce verre est rigoureusement élastique linéaire : il suit la loi de Hooke jusqu'à la rupture [réf. nécessaire].
Il résiste très bien à l'eau et à la plupart des produits chimiques, exception faite de l'acide fluorhydrique (HF), de l'acide phosphorique (H3PO4) et des solutions alcalines qui attaquent le verre, et ce d'autant plus facilement que la concentration de ces produits et/ou la température sont élevés.
| Propriété                                       | Valeur                                                       | Remarque                                     |
| ----------------------------------------------- | ------------------------------------------------------------ | -------------------------------------------- |
| Indice de réfraction en lumière orange (587 nm) | {\displaystyle n=1{,}473}                                    |                                              |
| Nombre d'Abbe                                   | {\displaystyle \nu =65}                                      |                                              |
| Masse volumique                                 | {\displaystyle \rho =2{,}23~\mathrm {g/cm^{3}} }             | Environ 10 % plus léger que le verre à vitre |
| Module de Young                                 | {\displaystyle E=64~{\rm {GPa}}}                             |                                              |
| Nombre diélectrique relatif                     | {\displaystyle \varepsilon _{\text{r}}=4{,}6}                |                                              |
| Coefficient de dilatation                       | {\displaystyle \alpha =3{,}3\cdot 10^{-6}~\mathrm {K^{-1}} } | Environ 40 % de la valeur du verre à vitre   |
| Conductivité thermique                          | {\displaystyle k=1{,}2~{\rm {W/(K\cdot m)}}}                 | Similaire au ciment                          |
| Capacité calorifique                            | {\displaystyle C=830~{\rm {J/(kg\cdot K)}}}                  |                                              |
| Température maximale d'emploi                   | {\displaystyle T_{\rm {max}}=1500~{\rm {^{\circ }C}}}        |                                              |
| Température de transition                       | {\displaystyle T_{\rm {verre}}=525~{\rm {^{\circ }C}}}       |                                              |
| Température de ramollissement                   | {\displaystyle T=825~{\rm {^{\circ }C}}}                     |                                              |

## Utilité
Ces verres ont connu un apogée technique entre 1920 et 1980, en particulier dans l'industrie chimique et les laboratoires scientifiques : en particulier, le miroir de 500 cm du télescope du CalTech au Mont Palomar a été coulé dans un verre borosilicate à faible dilatation par Corning entre 1934 et 1936.
Le verre borosilicaté est beaucoup utilisé dans l'industrie nucléaire. On fond les déchets radioactifs dans ce verre et on coule le tout dans des fûts d'acier inoxydable.
Il est également employé comme composant principal des capteurs solaires thermiques à tube sous vide.

## Nettoyage
Le verre borosilicate, s'accommodant à de hautes températures, va aisément dans les appareils à laver la vaisselle et supporte les produits d'entretien les plus corrosifs.